# Строительно-монтажный пистолет
Пистолет строительно-монтажный — монтажный инструмент в форме классического пистолета или миниатюрного отбойного молотка, предназначенный для забивания дюбель-гвоздей в бетон, кирпич или низкоуглеродистую сталь. В качестве расходного материала к пистолету используются строительные патроны, имеющие разную мощность заряда. Для удобства строительные патроны различаются размером и цветом.

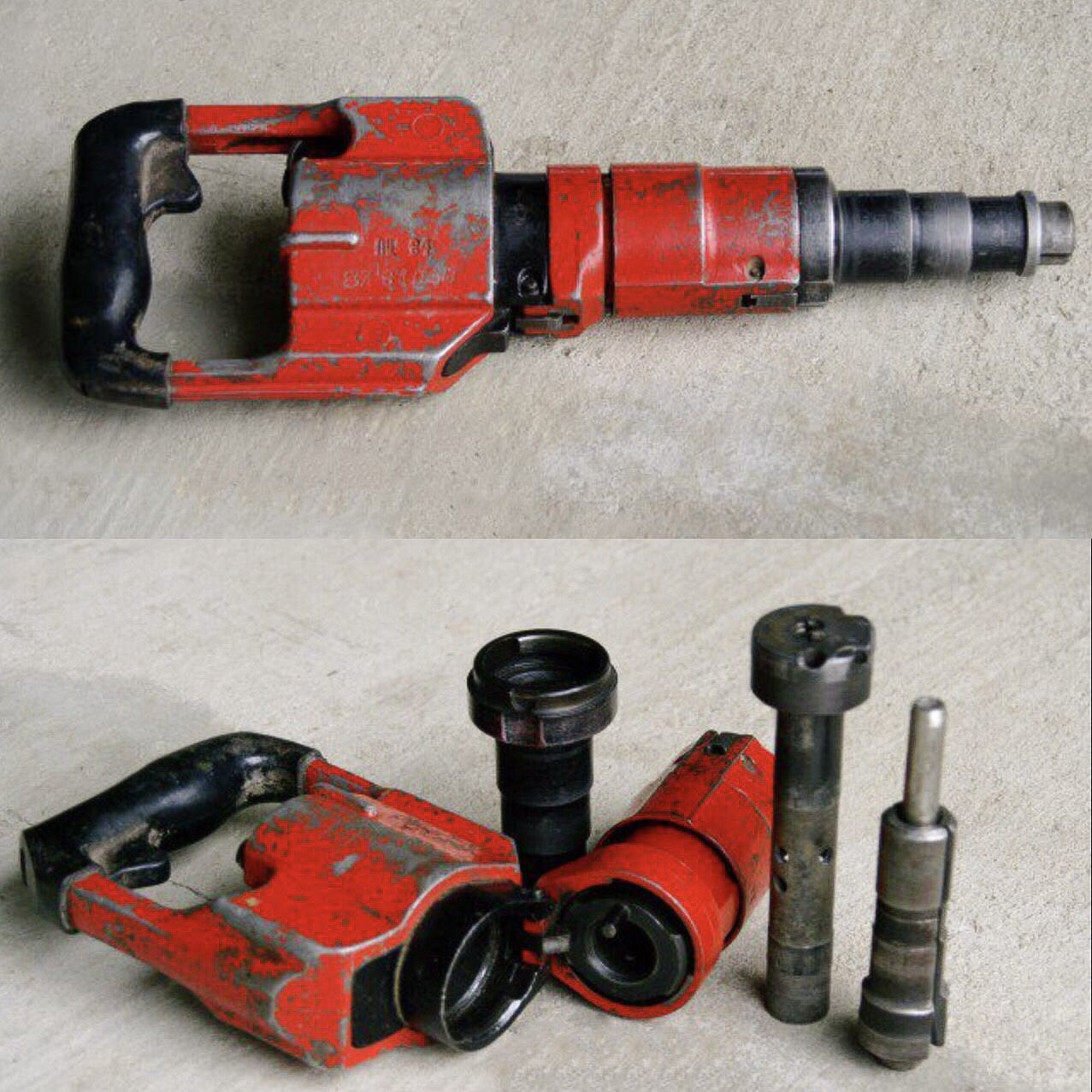
Строительно-монтажный пистолет ПЦ-84. В рабочем положении и разобранном виде

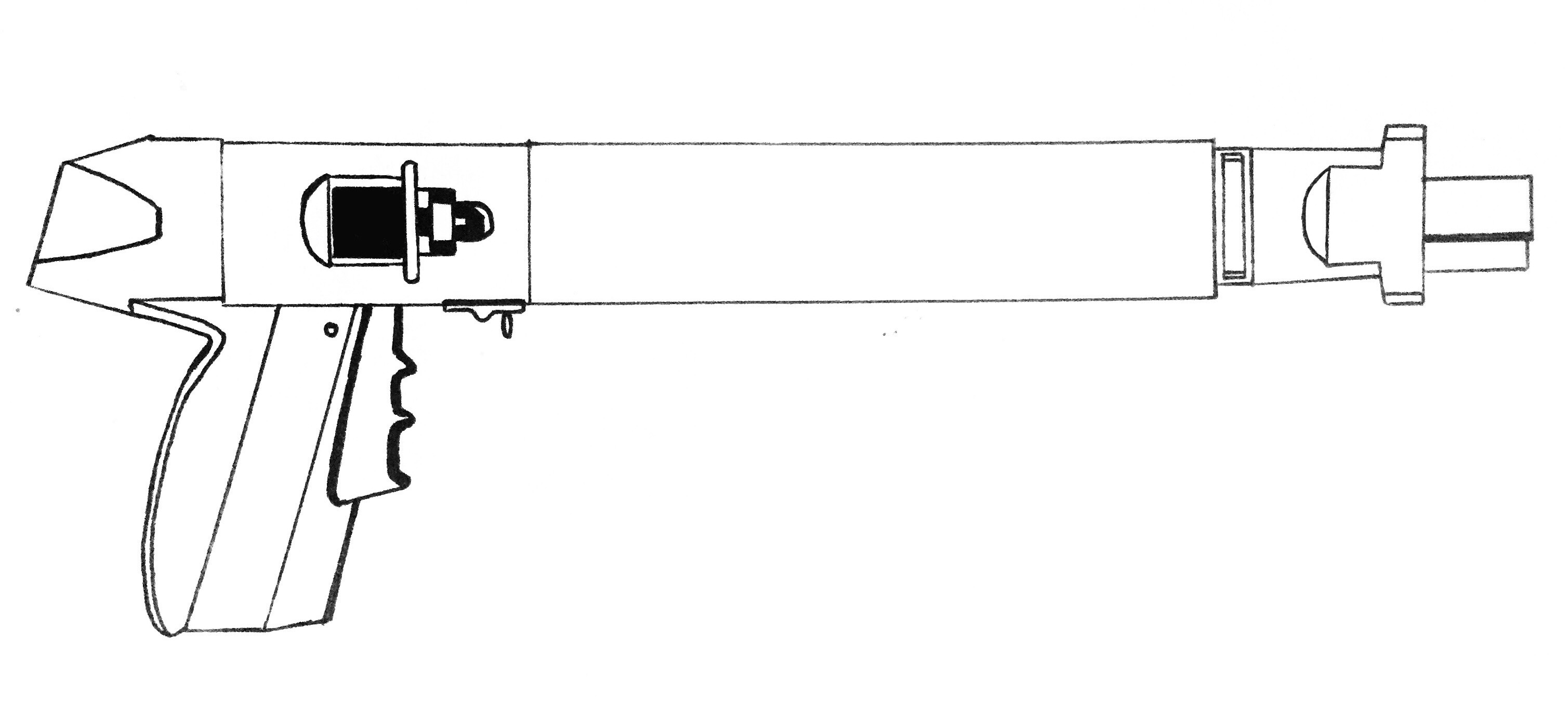
Строительно-монтажный пистолет ППМ-603

Толщина пристреливаемой детали зависит от типа материала и от мощности строительного патрона. Защита от разлёта частиц и возможного рикошета обеспечивается упором или экраном.

## Виды
Монтажные пистолеты разделяют по назначению и виду материала, к примеру, пистолеты для бетона и металла, пистолеты по дереву и кровле, также бывают специальные пистолеты для работы с картоном, паркетом и прочими материалами.
Помимо этого, монтажные пистолеты различают по принципу работы.

### Пороховой строительный пистолет прямого действия
Пороховые газы непосредственно передаются из патронника на дюбель-гвоздь. Считается устаревшим и небезопасным. В настоящее время этот тип заменен на поршневые пистолеты.

### Пороховой поршневой строительный пистолет
Устроен следующим образом: патрон вставляется в патронник, дюбель-гвоздь с передней и задней направляющими шайбами закладывается в ствол. Между ними в газовой камере располагается газовый поршень с длинным штоком, вокруг передней части которого установлена возвратная пружина. При нажатии на спуск, курок ударяет по затвору, и ударник, который в нем находится, разбивает капсюль строительного патрона. Происходит воспламенение пороха и детонация. Вырвавшиеся пороховые газы из патронника попадают в газовую камеру, где оказывают давление на шток газового поршня, который, в свою очередь, передает энергию ударом дюбелю, и под воздействием возвратной пружины возвращается в исходное положение. В настоящее время являются самым распространённым видом порохового строительного пистолета.

### Газовый монтажный пистолет
Является разновидностью монтажного пистолета, в котором энергия для забивания крепежа производится путем детонации воздушно-газовой смеси в камере сгорания. Вместо пороховых патронов в таком инструменте используется баллончик с горючим газом (пропан-бутан), которого хватает на определенное количество гвоздей. Сила выстрела у такого инструмента составляет около 100 Дж, что уступает пороховым. Однако подобная техника быстрее, тише и экономически выгоднее пороховой в определенных типах работ.

## Нормативные акты
Использование строительно-монтажного пистолета регулируется нормативными актами по охране труда: в Европе — Требования к безопасности для ручного инструмента прямого монтажа, в Российской Федерации — Инструкция по технике безопасности при применении строительно-монтажных пистолетов.
Согласно Постановлению Пленума Верховного Суда Российской Федерации № 5 от 12 марта 2002 г. «О судебной практике по делам о хищении, вымогательстве и незаконном обороте оружия, боеприпасов, взрывчатых веществ и взрывных устройств»,
… строительно-монтажные пистолеты и револьверы … не относятся к оружию, ответственность за противоправные действия с которым предусмотрена статьями 222—226 УК РФ
Так как согласно статье 1 действующего Федерального закона РФ «Об оружии»:

оружие - устройства и предметы, конструктивно предназначенные для поражения живой или иной цели, подачи сигналов